# Santiago de Anaya
Esta página se refiere a una localidad. Para el municipio homónimo véase Municipio de Santiago de Anaya
Santiago de Anaya es una localidad mexicana, cabecera del municipio de Santiago de Anaya, en el estado de Hidalgo.

## Historia
Los datos precisos de la fecha de la fundación de Santiago de Anaya se desconocen, sin embargo, se cree que es de la misma época que Actopan, o sea a mediados del siglo XV, población de la que dependió hasta 1917 en que se constituyó como municipio. Respecto a la evangelización y a la fundación del convento se dio a través de los frailes Agustinos. En la época revolucionaria se recuerda que en el templo de Santiago de Anaya, fue ocupado por el ejército villista, desalojando las imágenes religiosas y dividiendo el templo en dos partes, para ocuparlo como caballería y otra como cuarteles.

## Geografía
Se encuentra en la región geográfica del Valle del Mezquital. A la localidad le corresponden las coordenadas geográficas 20° 22’ 57.295” de latitud norte y 98° 57’ 50.229” de longitud oeste; con una altitud de 1940 m s. n. m. Cuenta con un clima semiseco templado.
En cuanto a fisiografía se encuentra en la provincia del Eje Neovolcanico, dentro de la subprovincia de Sierras y Llanuras de Querétaro e Hidalgo; su terreno es de llanura. En lo que respecta a la hidrografía se encuentra posicionado en la región del Pánuco, dentro de la cuenca del río Moctezuma, y en la subcuenca del río Actopan.

## Demografía
En 2020 registró una población de 2676 personas, lo que corresponde al 14.60 % de la población municipal. De los cuales 1258 son hombres y 1418 son mujeres.
| Gráfica de evolución demográfica de Santiago de Anaya entre 1900 y 2020                      |
|                                                                                              |
| Población de los censos y conteos del Instituto Nacional de Estadística y Geografía (INEGI). |

## Cultura

### Arquitectura
Los monumentos arquitectónicos con los que cuenta el municipio son, la Parroquia del Señor de Santiago, presenta dos capillas anexas dedicadas al Señor de la Agonía y nuestra Señora de Guadalupe. 

### Fiestas
El primer fin de semana del mes de abril se realiza la Muestra Gastronómica de Santiago de Anaya con una exhibición de más de 500 Platillos típicos de la región.
La Feria de Santiago Apóstol es una festividad que se celebra a finales del mes de julio. Entre las actividades más destacadas se encuentra un concurso de castillos pirotécnicos, esta tradición comenzó en el año de 1985.

### Gastronomía
La comida de tradición más arraigada y popular de Santigo de Anaya son los gusanos de maguey, escamoles, chinicuiles, esquites; dulces como pepitorias de piloncillo y acitrones, sin faltar bebidas de pulque blanco y curado de frutas.